# Ajikiri

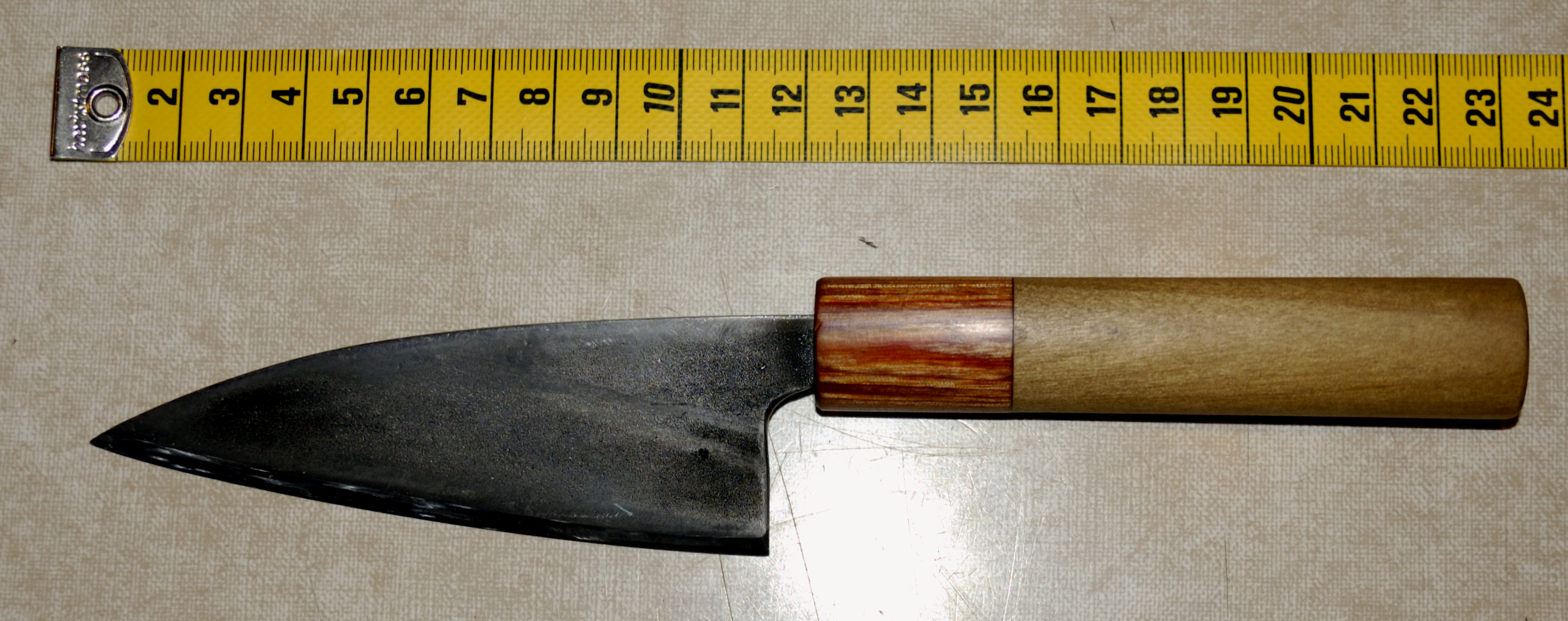
Ajikiri Hocho mit Maßband

Das Ajikiri (jap. 鯵切り) auch Ko-Deba ist ein japanisches Küchenmesser (Hōchō), welches eine vergleichsweise kleine Klinge aufweist. Aufgrund der Ähnlichkeit zum Deba Kochmesser wird es auch kleines Deba genannt. Bei genauerem Hinsehen wird ein deutlicher Unterschied klar: Das Ajikiri besitzt einen größeren Messerrücken.
Das Ajikiri wird zum Filetieren von kleinen Fischen wie den im Japanischen Aji (鯵) genannten Stachelmakrelen verwendet. Der Wortteil kiri bedeutet übersetzt „schneiden“, wodurch der Zweck des Ajikiri deutlich wird: Es ist ein Kochmesser zum Makrelen schneiden bzw. filetieren.
Das Ajikiri kann sowohl einseitig als auch beidseitig angeschliffen sein. Mit einer Härte von 60 bis 64 Rockwell ist es ein sehr hartes Messer.